# Pseudoleskea plicata
Pseudoleskea plicata là một loài Rêu trong họ Leskeaceae. Loài này được (Schleich. ex F. Weber & D. Mohr) Kindb. miêu tả khoa học đầu tiên năm 1897.